# Glaucopsyche subpauper
Glaucopsyche subpauper är en fjärilsart som beskrevs av Ruggero Verity 1928. Glaucopsyche subpauper ingår i släktet Glaucopsyche och familjen juvelvingar. Inga underarter finns listade i Catalogue of Life.